# Абзацний відступ
Абза́цний ві́дступ U+2029  PARAGRAPH SEPARATOR (HTML &#8233;) — відступ у початковому рядку друкованого чи рукописного тексту, який використовують для візуального відокремлення абзаців один від одного. У цьому ж значенні вживають термін «новий рядок» (червоний рядок).
У типографії та поліграфії поширене помилкове вживання слова «абзац» у значенні абзацного відступу.